# 白叶瓜馥木
白叶瓜馥木（学名：Fissistigma glaucescens），又名裏白瓜馥木、大棕古猩峡（广东高要）、大样酒饼藤（广东怀集）、火索藤（广西金秀），为番荔枝科瓜馥木属的植物。分布在越南、台湾岛以及中国大陆的广西、广东、福建等地，常生于山地林中，目前尚未由人工引种栽培。